# Parroquia de La Inmaculada Concepción (Patzímaro de Aviña)
Artículo principal:  Anexo: Monumentos de Michoacán
El templo de La Inmaculada Concepción es considerado por el INAH monumento histórico del estado de Michoacán  ID 09560 ubicado en Patzímaro de Aviña.

## Parroquia de La Inmaculada Concepción
El templo está dedicado a nuestra señora de la Inmaculada Concepción y es la sede de la parroquial homónima, El templo como monumento histórico está registrado bajo el nombre de Parroquia de La Inmaculada Concepción.
Compuesta por las siguientes iglesias:
- El Salto
- El Fuerte
- San Juan Bautista Aramútaro
- San Isidro Vista hermosa
- La Cañada de Moreno
- San José Aramútaro
- Los Nogales
- Moreno de Bravo
- Moreno de Valencia

- Datos: Q106314643